# Stazione di Vezzano Ligure
La stazione di Vezzano Ligure è una stazione ferroviaria posta alla diramazione delle linee Genova-Pisa e Pontremolese sita nel territorio comunale di Vezzano Ligure, in frazione Prati.

## Storia
Nonostante la linea Genova-Pisa fosse stata aperta già nel 1864, la stazione di Vezzano venne attivata solo il 2 gennaio 1892, in sostituzione del preesistente Casello n. 88 (progressiva chilometrica 7+566 da La Spezia Centrale), come punto di diramazione della nuova ferrovia Pontremolese.

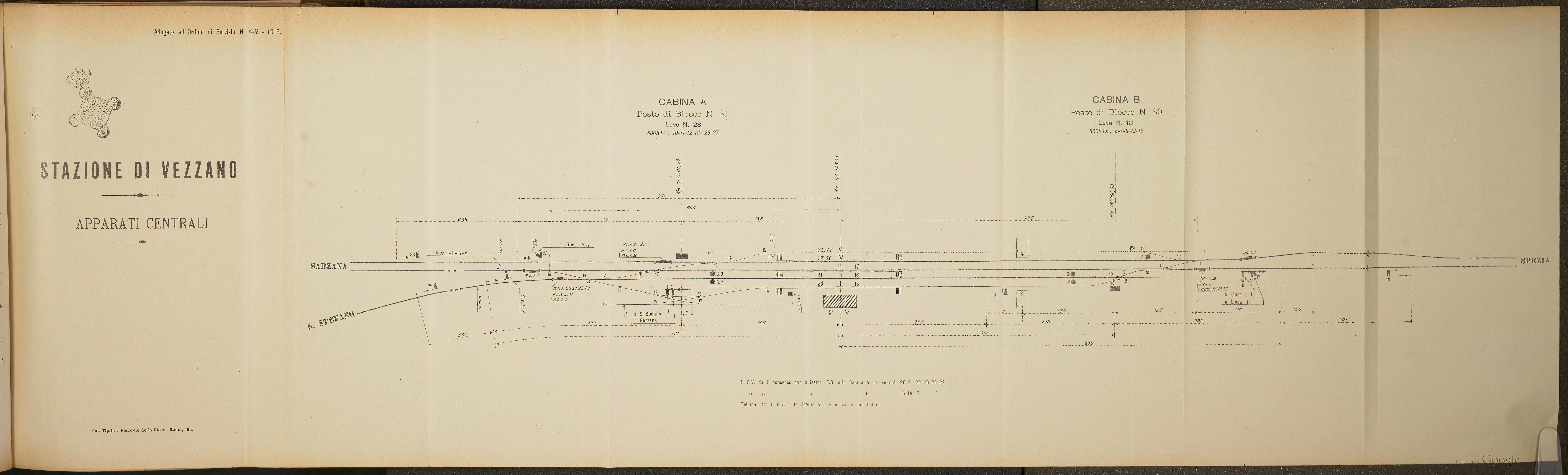
Piano schematico della stazione nel 1915, in seguito alla sistemazione degli apparati centrali

All'estremità opposta, il raddoppio della linea proveniente da Sarzana venne inaugurato il 1º aprile 1911. Conseguentemente venne adattato il piazzale di stazione nel segnalamento, vennero attivate due cabine ACE alle progressive 164+708 (Posto di Blocco n. 30) e 165+676 (Posto di Blocco n. 31).
Un significativo ampliamento della stazione avvenne negli anni ottanta, con la costruzione dell'itinerario che consente l'instradamento dei treni merci da La Spezia Migliarina e La Spezia Marittima e che portarono a 4 i binari presenti sul piazzale di stazione. L'intervento comportò la costruzione di un terzo binario di linea della lunghezza di circa 4,8 km tra le stazioni di La Spezia Migliarina e Vezzano Ligure; finalizzato a rendere indipendenti i traffici della direttrice Tirrenica da quelli della linea Pontremolese e da quelli originati dall'attività portuale di La Spezia.

## Strutture e impianti
La stazione di Vezzano Ligure era raccordata fino alla fine degli anni novanta con un impianto militare dedicato allo svuotamento e pulizia di carri cisterna per il trasporto di carburanti ubicato in prossimità della radice ovest.

## Movimento
La stazione è servita dalle relazioni regionali Trenitalia svolte nell'ambito dei contratti di servizio stipulati con la Regione Liguria e con la Regione Toscana, questi ultimi denominati anche "Memorario".
La stazione di Vezzano Ligure è punto di interscambio per i treni diretti da Pontremoli a Firenze. A partire dal cambio orario invernale del 2023 la frequenza è aumentata da un treno ogni 120 minuti a uno ogni ora. A sua volta, la linea Pontremoli-Firenze si collega alla Parma-Pontremoli.

## Servizi
La stazione dispone di:
- Biglietteria automatica

## Interscambi
La stazione offre i seguenti interscambi:
- Fermata autobus